# نعت
النعت هو من التوابع، ويسمى الصفة أيضا، ويأتي لبيان صفة الاسم الذي يتبعه في الإعراب.
مثال:
- الهواء نعمة عظيمة.

كلمة عظيمة هي النعت (الصفة). فهي تصف النعمة بالعظمة.
- «لمن الملك اليوم لله الواحد القهار».

كلمتي الواحد القهار هما النعتان، فقد وصفتا الله، سبحانه وتعالى، بالواحد وبالقهار.

## أقسام النعت
ينقسم النعت إلى النعت الحقيقي والنعت السببي.

### النعت الحقيقي
أنواع النعت الحقيقي:
| مفرد     | مفرد          | "وإن تؤمنوا وتتقوا فلكم أجرٌ عظيمٌ"      |
| شبه جملة | أ) جار ومجرور | "يريد الله ألا يجعل لهم حظا في الآخرة" |
| شبه جملة | ب) ظرف        | "استمعت إلى خطيب فوق المنبر"           |
| جملة     | أ) اسمية      | "قرأت كتابا أسلوبه سهل"                |
| جملة     | ب) فعلية      | "ربنا إننا سمعنا مناديا ينادي للإيمان" |

## خصائص النعت
- المنعوت في حالة شبه الجملة والجملة يكون نكرة دائما.
- يمكن للنعت أن يتعدد. مثل: الكتاب المفيد الجذاب له قراء كثيرون.

### علاقة النعت المفرد بالمنعوت
يتبع النعت المفرد منعوته (أي الاسم الذي يصفه) في أربعة أمور:
- الإعراب: فليس للنعت إعراب محدد خاص به، فهو يتبع ما قبله في الإعراب بأن يكون مرفوعا أو منصوبا أو مجرورا مثله.
- الطلاب الحريصون على التقاليد الجامعية متفوقون.
- إن الطلاب الحريصين على التقاليد الجامعية متفوقون.
- التعيين:

فليس من الممكن أن نصف معرفة بكلمة نكرة أو العكس، فلابد أن تتشابه الصفة والموصوف في التعريف والتنكير.
- قدرت طلابا حريصين على التقاليد الجامعية.
- النوع:

الصفة والموصوف يتطابقان في التذكير والتأنيث.
- قدرت طالبات حريصات على التقاليد الجامعية.
- العدد:

فالصفة والموصوف يتشابهان في الإفراد والتأنيث والتثنية والجمع.
- قدرت طالبا حريصا على التقاليد الجامعية.
- قدرت طالبين حريصين على التقاليد الجامعية.

### النعت السببي
النعت السببي هو تابع يذكر لبيان صفة في شيء متعلق بالموصوف. يتبع النعت السببي منعوته في أمرين:
- الإعراب: فهو يتبعه في الرفع والنصب والجر.
- التعيين: فهو يتبعه في التعريف والتنكير. نحو «يحب الناس رجلا صادقة عهوده».

#### علاقة النعت السببي بالاسم الذي بعده
يتبع النعت السببي الاسم الوارد بعده مباشرة في أمر واحد وهو:
- النوع: فهو يتبعه في التذكير والتأنيث.
- يحب الناس رجلا صادقا كلامه.

#### إعراب الاسم الواقع بعد النعت السببي
إذا كان النعت السببي اسم فاعل أو صيغة مبالغة، يعرب الاسم الواقع بعده فاعلا. نحو:
- «يخرج من بطونها شراب مختلف ألوانه فيه شفاء للناس»: اسم فاعل "غير ثلاثي" ، تقديرها [يختلف لونُها]، تعرب كلمة «ألوانه» فاعل لـ«مختلف».
- أنشأت الدولة مدنا عظيما تخطيطها: صيغة مبالغة، تقديرها [عظم تخطيطُها]، فتعرب كلمة «تخطيطُها» فاعل لـ«عظيم».

كما يمكن إعراب الكلمة الّتي تلي النعت السببي تمييزًا أو مضافًا إليه لفظًا ولكِنّها فاعل محلًا. نحو:
- وصل الرجلُ الطويلُ لحيةً: تقديرها [طالت لحيتُه]، تعرب كلمة «لحيةً» تمييز منصوب لفظًا مرفوع محلًا على أنّه فاعل «الطويل».
- وصل الرجلُ الطويلُ اللّحيةِ: تقديرها [طالت لحيتُه]، تعرب كلمة «اللّحيةِ» مضاف إليه مجرور لفظًا مرفوع محّلًا على أنّه فاعل «الطويل».

إذا كان النعت السببي اسم مفعول، يعرب الاسم الواقع بعده نائب فاعل. نحو:
- الكاتب المقروءة أعماله يؤثر في وعي الناس: تقديرها [تُقرأُ أعمالُهُ]، تعرب كلمة «أعماله» نائب فاعل لـ«المقروءة».

وكذلك من الممكن اعراب الكلمة التي تقع بعد النعت السببي تمييزًا أو مضافًا إليه لفظًا ولكنّها نائب فاعل محلًا. نحو:
- رأيت الكاتبَ المقروءَ أعمالًا: تعرب كلمة «أعمالاً» تمييزاً منصوباً لفظًا مرفوع محلًا على أنّه نائب فاعل لـ«المقروء».
- رأيت الكاتبَ المقروءَ الأعمالِ: تعرب كلمة «الأعمال» مضافاً إليه مجروراً لفظًا مرفوع محّلًا على أنّه نائب فاعل لـ«المقروء».

## ترتيب الصفات
- قَاعِدَةٌ: الصِّفَةُ الْعَامَّةُ لَا تَأْتِي بَعْدَ الْخَاصَّة:

لَا يُقَالُ: رَجُلٌ فَصِيحٌ مُتَكَلِّمٌ، بَلْ مُتَكَلِّمٌ فَصِيحٌ، قال ابن السراج «ولا يجوز أن تكون الصفة أخص من الموصوف ألا ترى أنك إذا قلت: مررتُ بزيد الطويل فالطويل أعم من زيد وحدَه، والأشياء الطوال كثيرة وزيد وحده أخص من الطويل وحده».
- قَاعِدَةٌ: إِذَا وَقَعَتِ الصِّفَةُ بَعْدَ مُتَضَايِفَيْنِ أَوَّلُهُمَا عَدَدٌ جَازَ إِجْرَاؤُهُمَا عَلَى الْمُضَافِ وَعَلَى الْمُضَافِ إِلَيْهِ:

فَمِنَ الْأَوَّل: {سَبْعَ سَمَأوَاتٍ طِبَاقًا} كلمة طباق منصوبة صفةٌ للعدد «سبعَ»، وَمِنَ الثَّانِي: {سَبْعَ بَقَرَاتٍ سِمَانٍ} كلمة سمان مجرورة صفةٌ للمعدود «بقراتٍ».
- فَائِدَةٌ:

إِذَا تَكَرَّرَتِ النُّعُوتُ لِوَاحِدٍ فَالْأَحْسَنُ- إِنْ تَبَاعَدَ مَعْنَى الصِّفَاتِ- الْعَطْفُ، نَحْو: {هُوَ الْأَوَّلُ وَالْآخِرُ وَالظَّاهِرُ وَالْبَاطِنُ}، وَإِلَّا تَرَكَهُ، نَحْو: {وَلَا تُطِعْ كُلَّ حَلَّافٍ مَهِينٍ هَمَّازٍ مَشَّاءٍ بِنَمِيمٍ مَنَّاعٍ لِلْخَيْرِ مُعْتَدٍ أَثِيمٍ عُتُلٍّ بَعْدَ ذَلِكَ زَنِيمٍ}.